# Shin Sakura Maru
Die Shin Sakura Maru (新さくら丸) war ein 1972 in Dienst gestelltes, für Ausstellungs- und Messezwecke konzipiertes Kombischiff der Japan Industry Floating Fair Association. Es stand weltweit als schwimmendes Messezentrum im Einsatz, fuhr aber auch im regulären Liniendienst von Japan in die Vereinigten Staaten. 1981 erfolgte ein Umbau für Kreuzfahrten. Im September 1999 wurde die Shin Sakura Maru außer Dienst gestellt und 2001 in der Volksrepublik China abgewrackt.

## Geschichte

### Dienstzeit als Messeschiff

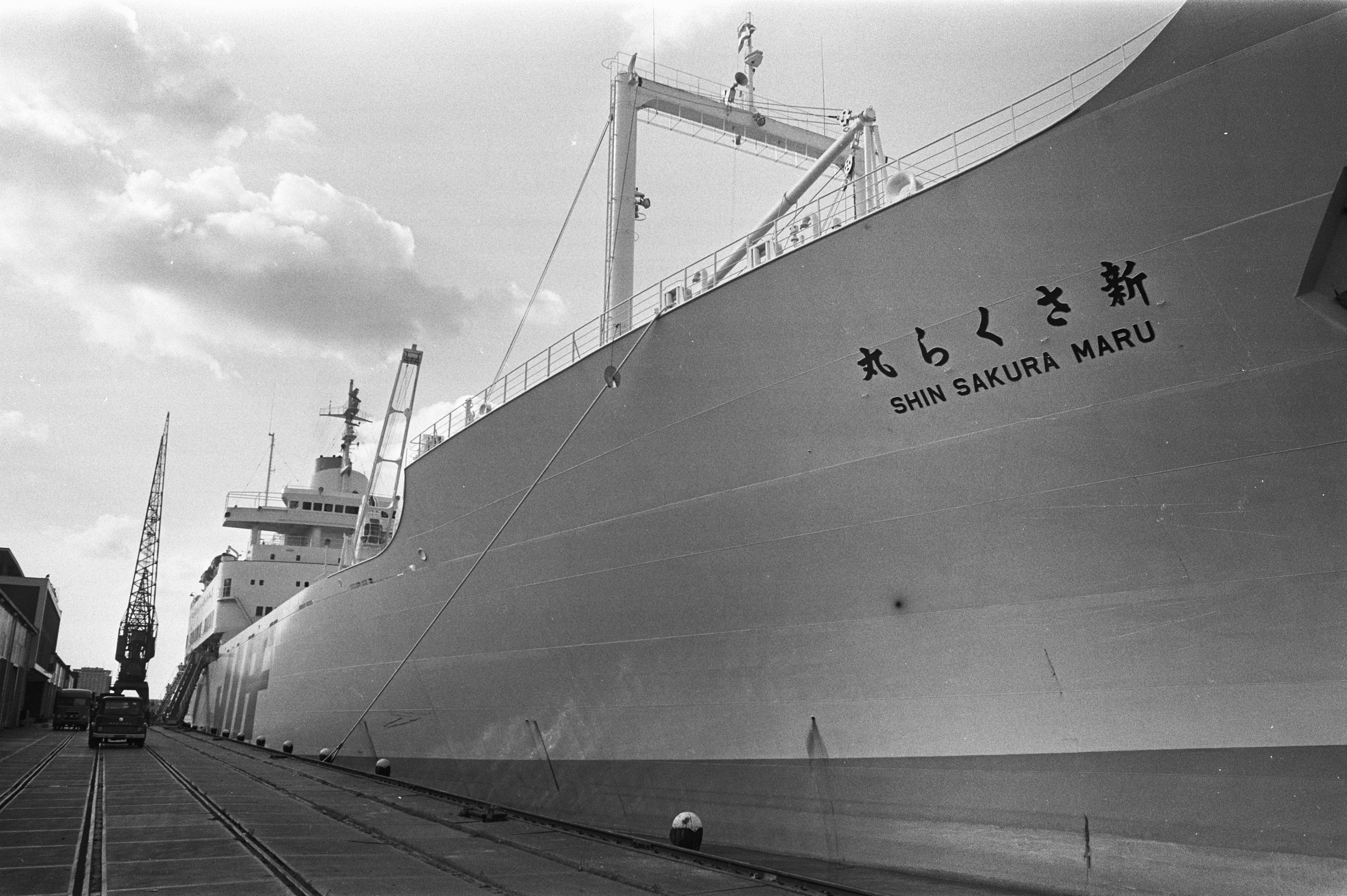
Die Shin Sakura Maru als Messeschiff im Hafen von Amsterdam, August 1972

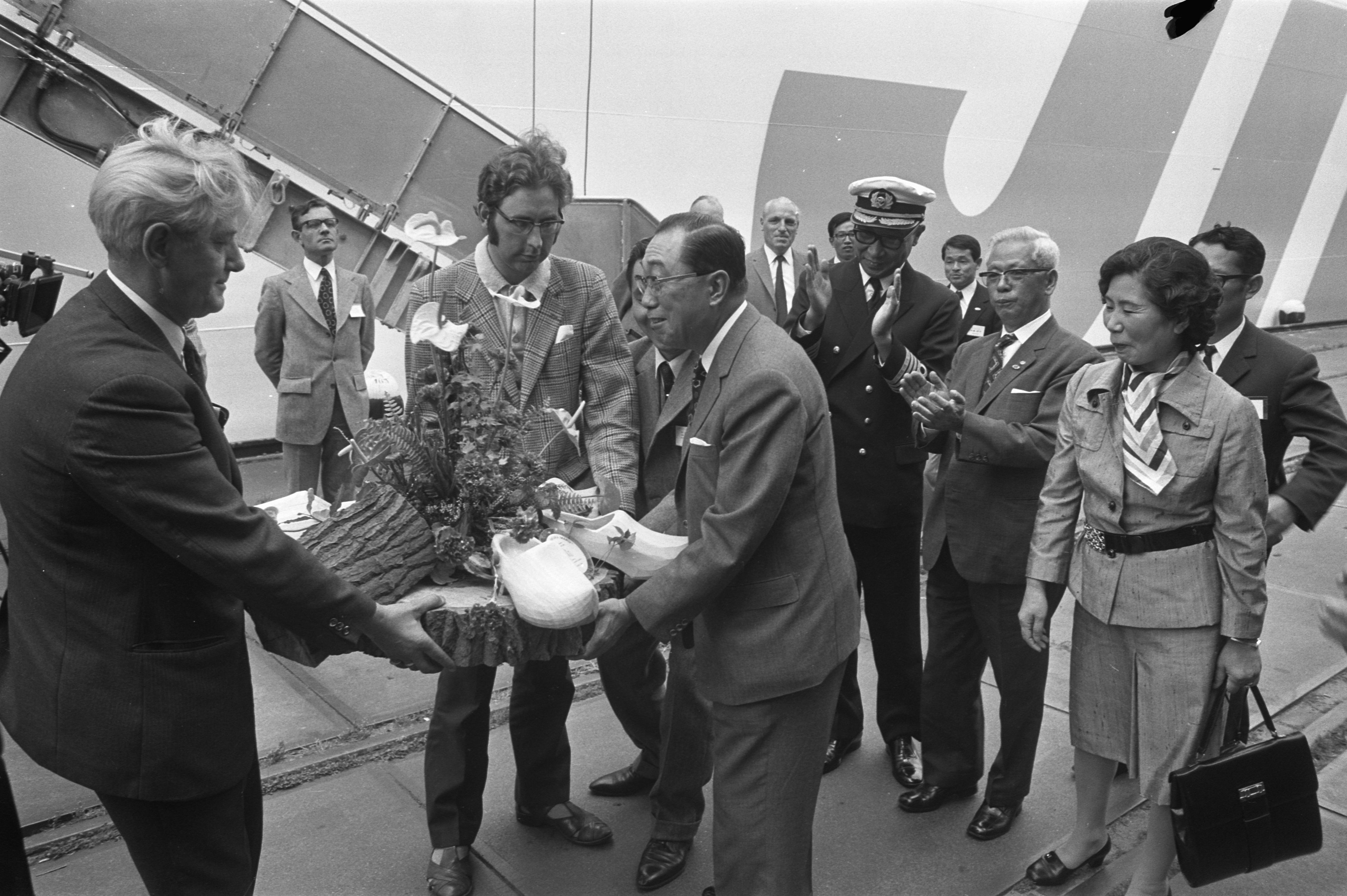
Besatzungsmitglieder und PR-Mitarbeiter des Schiffes erhalten einen Geschenkkorb mit Käse und Clogs bei ihrem Amsterdam-Besuch

Die für die Exportförderung japanischer Güter gegründete Japan Industry Floating Fair Association gab den Bau der Shin Sakura Maru am 15. Juni 1970 bei Mitsubishi Heavy Industries in Kōbe in Auftrag, die Kiellegung war am 17. Juli 1971. Der Stapellauf erfolgte am 18. Dezember 1971. Der ungewöhnliche Entwurf des Schiffes stammte von den ansonsten nicht im Schiffsbau tätigen Designern Katsuhei Toyoguchi, Yoshio Akioka, Kenji Ito und Osamu Higuchi. Der mehr als 4 Milliarden Yen teure Bau wurde unter anderem von der JKA Foundation und der Japan Small Vehicle Promotion Association mitfinanziert.
Nach der Ablieferung der Shin Sakura Maru am 18. Juli 1972 legte sie am 27. Juli zu ihrer Jungfernfahrt von Tokio nach Europa ab. Das Schiff sollte als schwimmendes Ausstellungs- und Messezentrum in ausländischen Häfen japanische Firmen bewerben, die an Bord ihre Produkte und Dienstleistungen vorstellten. In den folgenden Jahren war die Shin Sakura Maru Gast in mehreren europäischen Ländern, legte aber unter anderem auch in US-amerikanischen Häfen sowie 1976 in Wellington an. Neben diesem Verwendungszweck stand das Schiff aber auch im regulären Passagier- und Frachtdienst von Japan in die Vereinigten Staaten. Hierbei lag der Schwerpunkt auf der Beförderung von Frachtgütern, lediglich 92 Passagiere konnten zunächst mitreisen. Ab 1973 wurden vorläufig überhaupt keine Passagiere mehr befördert. Auch der Transport von Kühlwaren und Containern an Bord war möglich.
Nach sechs Jahren wurde der Messebetrieb im Dezember 1978 eingestellt. Im folgenden Jahr charterte das Handelsministerium der Vereinigten Staaten die Shin Sakura Maru, um nun umgekehrt US-amerikanische Produkte in japanischen Häfen zu vermarkten. Das als „schwimmendes Kaufhaus“ betitelte Schiff stand für diesen Zweck bis Dezember 1979 im Einsatz. Im Oktober 1980 wurde die Japan Industry Floating Fair Association aufgelöst und das Schiff aufgelegt.

### Dienstzeit als Kreuzfahrtschiff
Von August bis Dezember 1981 erfolgte ein Umbau der nun im Besitz der Mitsui O.S.K. Lines befindlichen Shin Sakura Maru für den Kreuzfahrtdienst bei ihrem Erbauer Mitsubishi Heavy Industries. Die existierenden Aufbauten wurden hierbei nach vorne gezogen und durch zusätzliche Aufbauten erweitert. Das optisch ungewöhnliche Schiff legte am 26. Dezember 1981 mit einer Kapazität von nun 552 zu seiner ersten Kreuzfahrt, einer Weihnachtsreise, im Hafen von Tokio ab. 1990 reduzierte sich die Zahl der Passagiere nach einem weiteren Umbau auf 530.
1989 und 1990 wurden mit den Neubauten Fuji Maru und Nippon Maru modernere, von Anfang an für Kreuzfahrten konzipierte Schiffe für die Mitsui O.S.K. Lines in Dienst gestellt. Dennoch blieb die Shin Sakura Maru noch bis kurz vor der Jahrtausendwende im Einsatz und wurde nach Fertigstellung ihrer jüngeren Flottenschwestern auch an andere Unternehmen verchartert. Ihre letzte Kreuzfahrt beendete sie am 30. September 1999 in Tokio. Nach längerer Liegezeit ging das fast 30 Jahre alte Schiff im November 2001 zum Abbruch nach China.